# 瑞士人民黨
瑞士人民黨（德語：Schweizerische Volkspartei, SVP），法语区作中间民主同盟（法語：Union démocratique du centre, UDC），1971年由瑞士农民党和瑞士民主党合并组成，是瑞士的一个民族保守主义和右翼民粹主义政黨，也是时下瑞士国会第一大党。

## 歷史
2003年國會選舉，瑞士人民黨首次成為国民院第一大黨，在200席中佔有55席。人民黨在瑞士聯邦委員會中，增加至兩名成員。
在2007年10月的議會選舉中，人民黨議席增加至62席，延續了国民院第一大黨的地位。
2011年国民院選舉，人民黨雖然議席減少，國民院獲得54席，仍然維持国民院第一大黨地位。
2014年2月9日，人民黨推動公投，對來自歐盟的移民人數設上限。公投結果，投票率55.6%，以50.3%支持獲得通過，瑞士需重新與歐盟談判。
2015年國會選舉，受惠於提出反移民的立場及主張，人民黨的議席大幅增加，國民院增至65席，鞏固作為国民院第一大黨的地位。

## 政治立場
瑞士人民黨強烈反對無限量地引入外國移民，尤其是來自歐洲聯盟的中歐及東歐地區的移民，亦反對穆斯林移民。

## 外部連結
- "Political Map of Switzerland" "Hermann, M. und Leuthold, H. (2003): Die politische Landkarte des Nationalrats 1999-2003. In: Tages-Anzeiger, 11. Oktober, 2003, Zürich."
- Swiss People's Party (in German and French) （页面存档备份，存于）
- Controversial website containing games supporting SVP ideology (in German and French) （页面存档备份，存于）